# Michael Nieberg

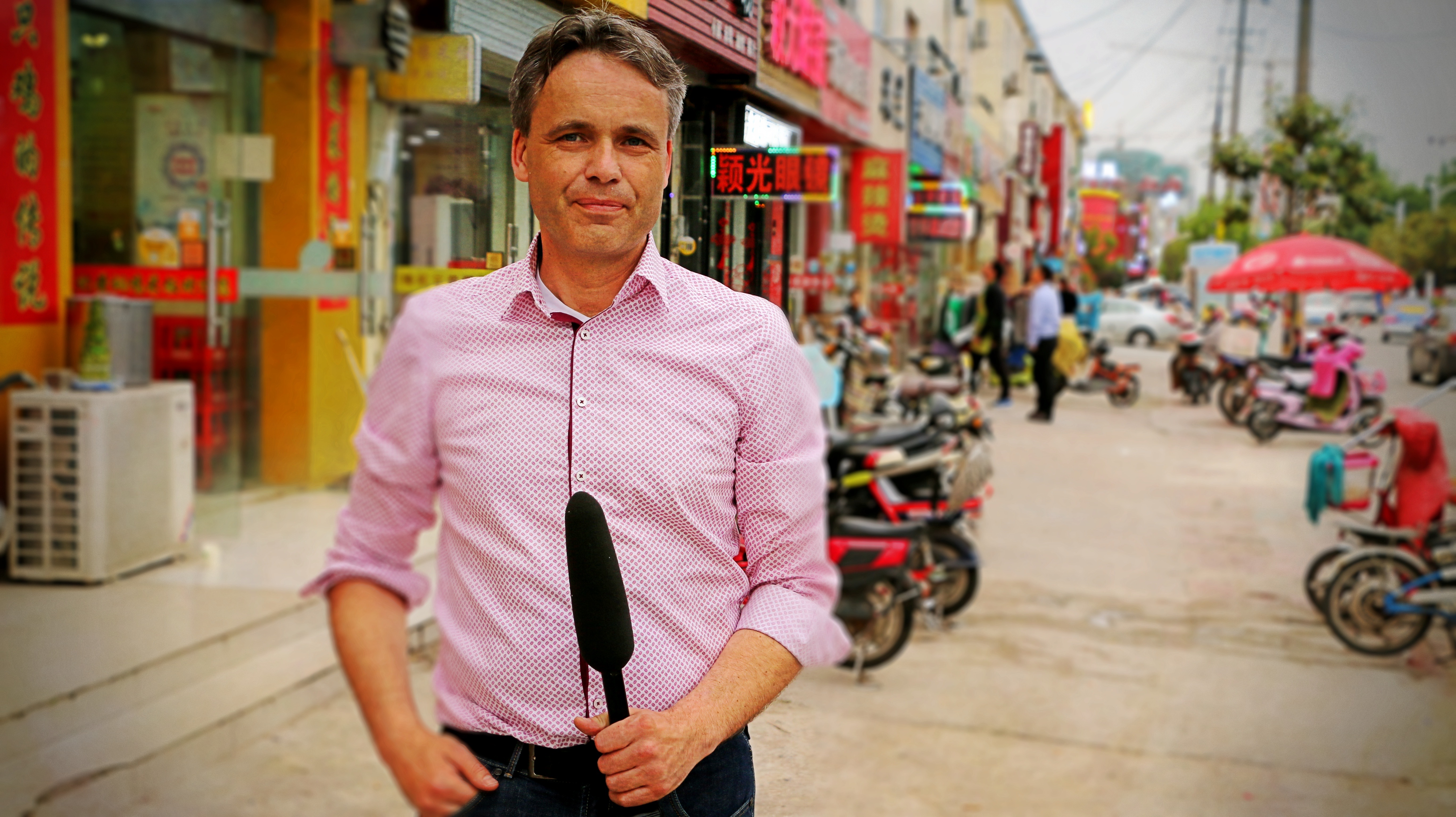
Michael Nieberg bei Dreharbeiten in China.

Michael Nieberg (* 13. Oktober 1966 in Dülmen) ist ein deutscher Journalist und Fernsehproduzent.

## Werdegang
Nach einer Ausbildung zum Redakteur der Allgemeinen Zeitung Coesfeld arbeitete er als Springer bei den Westfälischen Nachrichten, als freier Autor fürs Fernsehen (telepublic Fernsehproduktion, WDR, Rias TV). Er war zwischen 1987 und 1994 Autor und Redakteur bei den deutschen TV-Sendern Radio Bremen, WDR, NDR, und MDR. Zeitgleich studierte er in Münster an der Westfälischen Wilhelms-Universität Geisteswissenschaften.
1994 gründete Nieberg in Münster die 6w-Film- und Fernsehproduktion, die er seit 1995 zusammen mit Natascha Nieberg leitet. Zu den Kunden zählen der WDR, NDR, ARD, zdf, RTL und stern-TV. Nieberg hat sich auf Verbraucherthemen und investigative Reportagen spezialisiert, führte Regie bei über 80 längeren Dokus und Reportagen. Er arbeitete im Auftrag für Fernsehsendungen von Günther Jauch, Frank Plasberg, Steffen Seibert, Steffen Hallaschka, Christian Rach, Johannes B. Kerner. Wegen der oft gesellschaftlich relevanten Themen aus den Bereichen Wirtschaft und Gesellschaftspolitik (Heuschrecken als Vermieter, Gülle im Trinkwasser, Plagiate, Skandale in der Fleischindustrie) tritt Michael Nieberg inzwischen auch als Redner, Moderator und Diskussionsteilnehmer in Erscheinung, war auch 2013 als Gast in der ARD-Talkshow „Günther Jauch“.

## Filmografie
- „Die Geister, die man rief. Jugendsatanismus“ (Co-Autor: Winfried Baetz, 30 Minuten, Landesspiegel, WDR 1989)
- „Ich schreibe mir meine Kindheit zurecht. Der Schriftsteller Jo Pestum“ (Co-Autor: Herbert Cruel, 30 Minuten, Landesspiegel, WDR 1992)
- „Neues altes Erfurt. Sanierung im Eiltempo“ (45 Minuten, MDR 1992)
- „Alles ist anders. Rückkehr ins vereinte Deutschland“ (35 Minuten, ARD-Reportage, MDR 1992)
- „Die Filmwerkstatt Münster“ (30 Minuten, Landesspiegel, WDR 1993)
- „Vom Kanzlerverein zum Politsaurier. Die Deutsche Zentrumspartei“ (30 Minuten, Landesspiegel, WDR 1994)
- „Krumme Touren. Sicherheit in Reisebussen“ (30 Minuten, Hier und Heute unterwegs, WDR 1995)
- „Sanfte Seelenfänger. Gefahren durch die Transzendentale Meditation.“ (Co-Autor: Gerd Cordes, 30 Minuten, NRW-Feature WDR 1995)
- „Warten auf den Marschbefehl. Letzter Schliff in Rheine“ (Co-Autor: Christian Schweitzer, 30 Minuten, Hier und Heute unterwegs WDR 1996)
- „FKK. Sommer im Nudistencamp“ (30 Minuten, Hier und Heute unterwegs WDR 1996)
- „Alles Parma? Italienischer Schinken aus dem Münsterland“ (30 Minuten, Hier und Heute unterwegs, WDR 1997)
- „Breiter, tiefer, schneller. Jugendlicher Autowahn“ (30 Minuten, Hier und Heute unterwegs, WDR, 1998)
- „Wer beerbt Sonja L.?“ (15 Minuten, Hier und Heute Reportage, WDR, 1999)
- „Erben gesucht“ (30 Minuten, Hier und Heute unterwegs, WDR 1999)
- „Die Sprengstofffabrik“ (15 Minuten, Hier und Heute Reportage, WDR 1999)
- „Tiefergelegt!“ (46 Minuten, Stern-TV-Reportage, VOX 2001)
- „Haustürgeschäfte. Von Dessous und Seifen.“ (46 Minuten, Stern-TV-Reportage, VOX 2002)
- „Pleite!“ (46 Minuten, Stern-TV-Reportage, VOX 2002)
- „Legomania“ (15 Minuten, Hier und Heute Reportage, WDR 2003)
- „Die Küche kommt“ (45 Minuten, Stern-TV-Reportage, VOX 2003)
- „Barfuß“ (15 Minuten, Hier und Heute Reportage, WDR 2003)
- „Sozialfahnder“ (46 Minuten, Stern-TV-Reportage, VOX 2003)
- „Ikea kommt“ (46 Minuten, Stern-TV-Reportage, VOX 2003)
- „Abschied vom Phantom“ (15 Minuten, Hier und Heute Reportage, WDR 2003)
- „Zwischen Schwimmflügel und Rettungsring – Bademeister im Einsatz“ (45 Minuten, Stern-TV-Reportage, VOX 2003)
- „Zoff in der Familie – Polizisten im Einsatz“ (45 Minuten, Stern-TV-Reportage, VOX 2004)
- „Selbst ist die Frau – Heimwerkerinnen bei der Arbeit“. (45 Minuten, Stern-TV-Reportage, VOX 2004)
- „300 Kilo durchs Treppenhaus“ (15 Minuten, Hier und Heute Reportage, WDR 2004)
- „Aus dick mach dünn. Diätenvergleich.“ (46 Minuten, Stern-TV-Reportage, VOX 2004)
- „Der Feind wohnt nebenan. Nachbarschaftsstreit.“ (46 Minuten, Stern-TV-Reportage, VOX 2005)
- „Achtung, schwarz gebaut! Kontrolleure im Anmarsch.“ (46 Minuten, Stern-TV-Reportage, VOX 2005)
- „Billig Wohnen. Vier Wände im Sonderangebot.“ (46 Minuten, Stern-TV-Reportage, VOX 2005)
- „Alles gefälscht! Jagd auf Produktpiraten.“ (46 Minuten, Stern-TV-Reportage, VOX 2006)
- „Bauen mit Tücken“ (46 Minuten, Stern-TV-Reportage, VOX 2006)
- „Alles Gold, was glänzt?“ – Deutsche in Dubai (48 Minuten, Stern-TV-Reportage, VOX 2007)
- „Katz und Maus mit der Polizei“ – Raser und Radarfallen (48 Minuten, Stern-TV-Reportage, VOX 2007)
- „Büffeln im Ausland“ – Deutsche im Internat (48 Minuten, Stern-TV-Reportage, VOX 2007)
- „Glücksritter in Fernost“ – Deutsche in Shanghai (48 Minuten, Stern-TV-Reportage, VOX 2007)
- „Horrorhäuser!“ Bauen mit Tücken (47 Minuten, Stern-TV-Reportage, VOX 2008)
- „Die Papiere bitte!“ Ärger mit der Polizei (47 Minuten, Stern-TV-Reportage, VOX 2008)
- „Billiges Amerika!“ Deutsche auf Schnäppchenjagd (47 Minuten, Stern-TV-Reportage, VOX 2008)
- „Albtraum Haus!“ Pfusch am Bau (47 Minuten, Stern-TV-Reportage, VOX 2009)
- „Jede Sekunde zählt!“ Kindernotärzte als Lebensretter (47 Minuten, Stern-TV-Reportage, VOX 2009)
- „Frühjahrsputz im Garten!“ Hobbygärtner im Einsatz (47 Minuten, Stern-TV-Reportage, VOX 2009)
- „Die Fahrradpolizei“ (14 Minuten, Hier und Heute Reportage, WDR 2009)
- „Gestern Mittelschicht – heute ganz unten!“ Wenn Familien abstürzen. (46 Minuten, Stern-TV-Reportage, VOX 2010)
- „Ärger mit dem Vermieter!“ (47 Minuten, Stern-TV-Reportage, VOX 2011)
- „Unser Kaufhaus schließt!“ Aus nach 140 Jahren (29 Minuten, NDR Reportage, NDR-Fernsehen 2012)
- „Mieter in Not“. Wenn Wohnen zum Luxus wird (29 Minuten, NDR Reportage, NDR-Fernsehen April 2013)
- „Lohnsklaven in Deutschland“ (44 Minuten, ARD, Die Story im Ersten, Co-Autor Marius Meyer)[4]
- „Miese Jobs für billiges Fleisch“ (29 Minuten, NDR Reportage, NDR-Fernsehen August 2013, Co-Autor Marius Meyer)
- „Abgezockt und ausgenutzt“ (29 Minuten, NDR Reportage, NDR-Fernsehen Januar 2014)[5]
- „Gnadenloser Reitsport. Ein Herz für ausrangierte Pferde“ (29 Minuten, NDR Reportage, NDR-Fernsehen April 2014)
- „Die neuesten Tricks der Fleischindustrie“ (46 Minuten, NDR-Fernsehen, August 2014)
- „Die Story: Die Akte Annington!“ (44 Minuten, WDR Fernsehen, November 2014)[6]
- „Unsichtbare Gefahr im Trinkwasser“ (30 Minuten, zdf planet-e, Juli 2015)[7]
- „Die Fleisch-Mafia“ (30 Minuten, ARD, Juli 2015)[8]
- "Billigkraft statt Babysitter (45 Minuten, ARD Die Story im Ersten, April 2016)
- „Helikopter statt Hausarzt – unterwegs mit Christoph 30“ (30 Minuten, NDR-Fernsehen, Juli 2016)
- „Aupair in Deutschland“ (30 Minuten, NDR-Fernsehen, Juli 2016)[9]
- „Die Aroma-Trickser“ (30 Minuten, zdf, Juli 2016)[10]
- „Wracksuche in der Ostsee“ (30 Minuten, NDR Fernsehen, März 2017)[11]
- „Kriegserbe Blindgänger“ (30 Minuten, zdf, April 2017)[12]
- „Dicke Luft in deutschen Städten“ (30 Minuten, zdf, September 2017)[13]
- „Der Mann für alle Fälle. Ein Subunternehmer aus der Fleischindustrie packt aus.“ (44 Minuten, WDR Die Story, Januar 2018)[14]
- „Deutschland im Abgas-Stress“ (30 Minuten, zdf, Februar 2018)

- Wracksuche in der Ostsee, 29-minütiger Dokumentarfilm gesendet am 16. Juni 2018 in der Reihe Die Reportage vom NDR, abgerufen am 29. Juni 2018
- „Abgeholzt! Wie Europas letzte Urwälder verfeuert werden“ (44 Minuten, WDR, November 2018)[15]
- „Vermüllt und verseucht: Böden in Gefahr“ (29 Minuten, zdf planet-e, März 2019)
- "Wie gut ist „Essen auf Rädern“? (44 Minuten, NDR 45 Min, Mai 2019)[16]
- „Abgassünder Diesel – freie Fahrt für den Export“ (28 Minuten, zdf, Juli 2019)[17]
- „Gifte, Daten, Risiken – Wie Grenzwerte gemacht werden“ (28 Minuten, zdf, Oktober 2019)
- „Einsatz gegen Einsamkeit“ (29 Minuten, ARD Echtes Leben, Februar 2020)
- „Das Geschäft mit kranken Pferden“ (43 Minuten, NDR 45 Min, Februar 2020)
- „Eichenprozessionsspinner &Co.: Invasion der Plagen“ (44 Minuten, NDR 45 Min, Juni 2020)[18]
- „Platz zum Wohnen: Der Kampf um freie Flächen“ (29 Minuten, zdf, Juli 2020)[19]
- „Kontrollverlust – Wer prüft unsere Lebensmittel?“ (28 Minuten, zdf, Januar 2021)[20]
- „Das Insekten-Mysterium“ (29 Minuten, zdf, Juli 2021)
- „Retouren-Retter. Das zweite Leben der Onlineware.“ (29 Minuten, zdf, Januar 2022)
- „Retouren-Retter. Das zweite Leben der Onlineware.“ (29 Minuten, 3sat, Januar 2022)
- „Gefährlicher Müll – verborgene Deponien der Gemeinden“ (44 Minuten, 3sat, März 2022)
- „Energiesicherheit in Deutschland – Comeback der Kohle?“ (29 Minuten, zdf, Mai 2022)
- „Wassernot. Auf der Suche nach neuen Quellen“ (28 Minuten, zdf, Juli 2022)
- „Energiekrise – ist Geothermie die Lösung?“ (29 Minuten, zdf, November 2022)
- "Die Fertigessen-Falle – wie Tütenprodukte unsere Ernährung verändern (44 Minuten, 3sat, Januar 2023)
- "Politikum Wolf. Schützen oder schießen?" (44 Minuten, NDR, Februar 2024)
- "Aufstand der Enttäuschten. Unterwegs in Thüringen und Sachsen" (29 Minuten, zdf, September 2024, Co-Autoren: Karin Wendland, Torsten Stahlhut)
- "Wale - gejagt und geliebt" (29 Minuten, zdf, Oktober 2024)
- "Delfine - die illegale Jagd" (29 Minuten, zdf, Mai 2025)